# Park-Gletscher (Antarktika)
Der Park-Gletscher ist ein Gletscher an der Walgreen-Küste des westantarktischen Marie-Byrd-Lands. Im Norden der Bear-Halbinsel fließt er entlang der Westseite der Gurnon-Halbinsel zur Harmon Bay.
Der United States Geological Survey kartierte ihn anhand eigener Vermessungen und Luftaufnahmen der United States Navy bei der Operation Highjump (1946–1947). Das Advisory Committee on Antarctic Names benannte ihn 1967 nach dem Ionosphärenphysiker Chung Gun Park (* 1939) von der Stanford University, der 1966 auf der Byrd-Station tätig war.